# Antonio Maria Capodistria
Conte Antonio Maria Capodistria (o Capo d'Istria, in greco: Αντώνιος Μαρία Καποδίστριας, Antònios Marìa Kapodístrias; Corfù, 1741 – Corfù, 1819) è stato un nobile, politico e diplomatico greco.

## Biografia
Antonio Maria Capodistria nacque nella città di Corfù, il centro principale delle Isole Ionie (a quel tempo facenti parte della Repubblica di Venezia). I Capodistria erano iscritti nel Libro d'Oro della nobiltà corfiota fin dal 1679 in virtù di un ascendente che era stato nominato conte da Carlo Emanuele II di Savoia e derivavano il loro nome dall'omonima cittadina istriana, luogo da cui la famiglia, il cui cognome originario era Vittori, emigrò a Corfù già nel XIV secolo, ove in seguito mutarono il proprio nome in Capodistria e si convertirono alla religione ortodossa.
Dopo aver studiato diritto presso l'Università di Padova, nel 1760 divenne membro del Gran Consiglio dell'isola di Corfù.
Le sette isole dello Ionio (Corfù, Paxò, Itaca, Cefalonia, Santa Maura, Zante e Cerigo), appartenute per secoli alla Repubblica di Venezia, dopo il trattato di Campoformio furono cedute alla Francia repubblicana.
Nel 1800 le isole furono occupate dalla flotta russa e la nobiltà locale, con la protezione del governo inglese, inviò il conte Capodistria assieme a Nicola Gradenigo Sigùros prima a Costantinopoli e poi a San Pietroburgo per chiedere l'autonomia per le Isole Ionie. Fu presente anche a Costantinopoli alla firma del trattato che istituiva la Repubblica delle Sette Isole Unite.
Nel 1803 elaborò inoltre la costituzione del nuovo Stato, che rimase in vigore per la seconda occupazione francese (1807-1814) fino al 1815, alla nascita del protettorato britannico con il nome di Stati Uniti delle Isole Ionie.
I suoi figli, Giovanni Capodistria e Agostino Capodistria, furono i primi presidenti della Grecia repubblicana.